# Dactylogymnadenia
Dactylogymnadenia là một chi thực vật có hoa trong họ Lan.